# 汤姆·沃尔夫
小托马斯·肯纳利·沃尔夫（英語：Thomas Kennerly Wolfe, Jr.，1930年3月2日—2018年5月14日），生于美国弗吉尼亚州里士满，美国作家和记者，1950年代后期开始，沃尔夫致力于新新闻写作，被誉为“新新闻主义之父”。

## 生平
1930年，沃尔夫出生在美国弗吉尼亚州里士满，母亲路易莎，是园艺师；父亲托马斯·肯尼利·沃尔夫，是农学家。
沃尔夫在圣克里斯托弗的学校读书时，是学生会主席和棒球队的球员，同时他信奉圣公会。
1949年，沃尔夫拒绝了美国普林斯顿大学的录取，去了华盛顿与李大学，在学校里，沃尔夫主修英语，同时在写作教室练习写作。沃尔夫是大学里体育报的编辑，并且帮助大学建立了杂志《谢南多厄》。1951年，沃尔夫以优异的成绩从学校毕业。
1952年，沃尔夫去耶鲁大学攻读美国研究博士学位，并于1957年以题为《美国作家联盟：1929-1942年间美国作家的共产党组织活动》的博士论文获哲学博士学位。

## 家庭
沃尔夫和妻子希拉居住在美国纽约州纽约市，他有个女儿叫亚历山德拉，他的儿子叫汤米。沃尔夫是一个无神论者。

## 风格
沃尔夫的文风泼辣大胆，擅长使用俚语、俗语和自己创造词汇。沃尔夫能捕捉到现实生活的时尚文化和普通大众的生存状态，讽刺美国社会。

## 作品

### 散文集、 报告文学
- 《糖果色橘片样流线型宝贝车》（The Kandy-Kolored Tangerine-Flake Streamline Baby；1965）
- 《刺激酷爱迷幻考验》（The Electric Kool-Aid Acid Test；1968年）
- 《泵房帮》（The Pump House Gang；1968)
- 《激进政治时尚族 大反贪官矛矛党》（Radical Chic and Mau-Mauing the Flak Catchers；1970年）
- 《新新闻主义》（The New Journalism；1973)
- (1976)
- 《真材实料》（The Right Stuff；1979年）
- 《在我们的时代》（In Our Time；1980年）
- 《画出来的箴言》（The Painted Word；1975年）
- 《从包浩斯到我們的房子》（From Bauhaus to Our House；1981年）
- (1982)
- (2000)
- 《话语王国》（The Kingdom of Speech；2016年）

### 小说
- 《名利之火》（The Bonfire of the Vanities；1987年）
- 《完美之人》（A Man in Full；1998年）
- (2004)
- (2012)

## 奖项
- 美国国家图书奖-非小说类（National Book Award for Nonfiction；1980）
- 全国艺术暨文学学会霍华德•沃塞尔奖（Harold D. Vursell Memorial Award of the American Institute of Arts and Letters；1980）
- 哥伦比亚新闻奖（Columbia Journalism Award；1980）
- 国家人文勋章（National Humanities Medal；2001）
- 芝加哥论坛报文学终身成就奖（Chicago Tribune Literary Prize for Lifetime Achievement；2003）[5]
- 美国全国图书基金会美国文学杰出贡献奖（National Book Foundation Medal for Distinguished Contribution to American Letters；2010）